# Olympische Sommerspiele 1952/Teilnehmer (Vereinigte Staaten)
| Gelbes Symbol für Goldmedaillen mit stilisierten Olympischen Ringen | Graues Symbol für Silbermedaillen mit stilisierten Olympischen Ringen | Braundes Symbol für Bronzemedaillen mit stilisierten Olympischen Ringen |
| ------------------------------------------------------------------- | --------------------------------------------------------------------- | ----------------------------------------------------------------------- |
| 40                                                                  | 19                                                                    | 17                                                                      |

Die Vereinigten Staaten nahmen an den Olympischen Sommerspielen 1952 im finnischen Helsinki mit einer Delegation von 286 Athleten, 245 Männer und 41 Frauen, teil.

## Teilnehmer nach Sportarten

### Basketball
- Gold 
Howie Williams
Dan Pippin
Frank McCabe
Clyde Lovellette
William Lienhard
Bob Kurland
Bob Kenney
Dean Kelley
John Frederick Keller
Bill Hougland
Charlie Hoag
Wayne Glasgow
Marc Freiberger
Ron Bontemps

### Boxen
- Ellsworth Webb
- Davey Moore
- Lou Gage
- Edson Brown
- Bobby Bickle
- Ed Sanders
Schwergewicht: Gold

- Floyd Patterson
Mittelgewicht: Gold

- Norvel Lee
Halbschwergewicht: Gold

- Nathan Brooks
Fliegengewicht: Gold

- Charles Adkins
Halbweltergewicht: Gold

### Fechten
| Männer - George Worth - Albert Wolff - Ed Vebell - Alex Treves - James Strauch - Alfred Skrobisch - Tibor Nyilas - Paul Makler, Sr. - Nate Lubell - Allan Kwartler - Byron Krieger - Hal Goldsmith - Silvio Giolito - Joe de Capriles - Norman Cohn-Armitage - Daniel Bukantz - Albert Axelrod | Frauen - Janice York - Maxine Mitchell - Polly Craus |

### Fußball
- Larry Surock
- John Souza
- Bill Sheppell
- Willy Schaller
- Lloyd Monsen
- Ruben Mendoza
- Edward McHugh
- Harry Keough
- Butch Cook
- Charlie Colombo
- Robert Burkard

### Gewichtheben
- Clyde Emrich
- Stanley Stanczyk
Halbschwergewicht: Silber

- James Bradford
Schwergewicht: Silber

- Norbert Schemansky
Mittelschwergewicht: Gold

- Thomas Kono
Leichtgewicht: Gold

- Peter George
Mittelgewicht: Gold

- John Davis
Schwergewicht: Gold

### Kanu
| Männer - William Schuette - Frank Krick - Thomas Horton - John Haas - John Eiseman - Michael Budrock - Paul Bochnewich - John Anderson - Frank Havens Einer-Canadier 10.000 m: Gold |

### Leichtathletik
| Männer - Lee Yoder - Fred Wilt - Adolf Weinacker - Curt Stone - Leo Sjogren - George Donald Shaw - Wes Santee - Browning Ross - Reginald Pearman - Javier Montez - George Mattos - Henry Laskau - Price King - Thomas Martin Jones - Bud Held - Fortune Gordien - Jim Gerhardt - Sam Felton - Marty Engel - Vic Dyrgall - Warren Druetzler - John Deni - Ted Corbitt - Charlie Capozzoli - George Brown - Art Bragg - Roland Blackman - Arnold Betton - John Barnes - Bob Backus - Bill Ashenfelter - Walter Ashbaugh - Floyd Simmons Zehnkampf: Bronze - James Gathers 200 m: Bronze - Jim Fuchs Kugelstoßen: Bronze - James Dillion Diskuswurf: Bronze - Arthur Barnard 110 m Hürden: Bronze - Ken Wiesner Hochsprung: Silber - Bill Miller Speerwurf: Silber - Bob McMillen 1500 m: Silber - Don Laz Stabhochsprung: Silber - Darrow Hooper Kugelstoßen: Silber - Meredith Gourdine Weitsprung: Silber - Jack Davis 110 m Hürden: Silber - Gene Cole 4-mal-400-Meter-Staffel: Silber - Milt Campbell Zehnkampf: Silber - Thane Baker 200 m: Silber - Cy Young Speerwurf: Gold - Dean Smith 4-mal-100-Meter-Staffel: Gold - Bob Richards Stabhochsprung: Gold - Parry O’Brien Kugelstoßen: Gold - Bob Mathias Zehnkampf: Gold - Sim Iness Diskuswurf: Gold - Walt Davis Hochsprung: Gold - Jerome Biffle Weitsprung: Gold - Horace Ashenfelter 3000 m Hindernis: Gold - Ollie Matson 400 m: Bronze 4-mal-400-Meter-Staffel: Silber - Mal Whitfield 800 m: Gold 4-mal-400-Meter-Staffel: Silber - Charles Moore 400 m Hürden: Gold 4-mal-400-Meter-Staffel: Silber - Andy Stanfield 200 m: Gold 4-mal-100-Meter-Staffel: Gold - Lindy Remigino 100 m: Gold 4-mal-100-Meter-Staffel: Gold - Harrison Dillard 110 m Hürden: Gold 4-mal-100-Meter-Staffel: Gold | Frauen - Marjorie Larney - Mabel Landry - Dolores Dwyer - Janet Dicks - Connie Darnowski - Janet Moreau 4-mal-100-Meter-Staffel: Gold - Barbara Jones 4-mal-100-Meter-Staffel: Gold - Cathy Hardy 4-mal-100-Meter-Staffel: Gold - Mae Faggs 4-mal-100-Meter-Staffel: Gold |

### Moderner Fünfkampf
- Guy Troy
- William McArthur
- Frederick Denman

### Radsport
- Don Sheldon
- Ronald Rhoads
- David Rhoads
- Tom O’Rourke
- Tom Montemage
- Jimmy Lauf
- Steve Hromjak
- Richard Cortright
- Frank Brilando

### Reiten
| Männer - Hartmann Pauly - Robert Borg - William Steinkraus Springreiten Mannschaft: Bronze - John Russell Springreiten Mannschaft: Bronze - Arthur McCashin Springreiten Mannschaft: Bronze - John Wofford Vielseitigkeit Mannschaft: Bronze - Walter Staley Vielseitigkeit Mannschaft: Bronze - Champ Hough Vielseitigkeit Mannschaft: Bronze | Frauen - Marjorie Haines |

### Ringen
- Hugh Peery
- Bill Kerslake
- Dan Hodge
- Bill Borders
- Josiah Henson
Federgewicht, Freistil: Bronze

- Jay Thomas Evans
Leichtgewicht, Freistil: Silber

- Henry Wittenberg
Halbschwergewicht, Freistil: Silber

- William Smith
Weltergewicht, Freistil: Gold

### Rudern
| Männer - James Welsh - Louis McMillan - Jack Kelly, Jr. - Dempster Jackson - Walter Hoover - Duvall Hecht - Jim Fifer - John Bonthron Davis - Pat Costello - James Beggs - Richard Wahlstrom Vierer mit Steuermann: Bronze - Alvin Ulbrickson Vierer mit Steuermann: Bronze - Al Rossi Vierer mit Steuermann: Bronze - Carl Lovsted Vierer mit Steuermann: Bronze - Matt Leanderson Vierer mit Steuermann: Bronze - Thomas Price Zweier ohne Steuermann: Gold - Charles Logg Zweier ohne Steuermann: Gold - Edward Stevens Achter mit Steuermann: Gold - Frank Shakespeare Achter mit Steuermann: Gold - Henry Proctor Achter mit Steuermann: Gold - Richard Murphy Achter mit Steuermann: Gold - Charles Manring Achter mit Steuermann: Gold - Wayne Frye Achter mit Steuermann: Gold - William Fields Achter mit Steuermann: Gold - James Dunbar Achter mit Steuermann: Gold - Robert Detweiler Achter mit Steuermann: Gold |

### Schießen
- Emmett Swanson
- Robert Sandager
- Harry Reeves
- Bill McMillan
- Arthur Jackson
Kleinkalibergewehr Dreistellungskampf 50 m: Bronze

- Huelet Benner
Freie Pistole 50 m: Gold

### Schwimmen
| Männer - Allen Stack - Monte Nitzkowski - Jerry Holan - Ronald Gora - Dick Cleveland - Jack Taylor 100 m Rücken: Bronze - Bowen Stassforth 200 m Brust: Silber - William Woolsey 4-mal-200-Meter-Freistil-Staffel: Gold - Wally Wolf 4-mal-200-Meter-Freistil-Staffel: Gold - Don Sheff 4-mal-200-Meter-Freistil-Staffel: Gold - Wayne Moore 4-mal-200-Meter-Freistil-Staffel: Gold - James McLane 4-mal-200-Meter-Freistil-Staffel: Gold - Burwell Jones 4-mal-200-Meter-Freistil-Staffel: Gold - Frank Dooley 4-mal-200-Meter-Freistil-Staffel: Gold - Clarke Scholes 100 m Freistil: Gold - Yoshinobu Oyakawa 100 m Rücken: Gold - Ford Konno 400 m Freistil: Silber 1500 m Freistil: Gold 4-mal-200-Meter-Freistil-Staffel: Gold | Frauen - Barbara Stark - Della Sehorn - Judy Roberts - Gail Peters - Coralie O’Connor - Delia Meulenkamp - Carolyn Green - Mary Freeman - Julia Cornell - Mary Louise Stepan 4-mal-100-Meter-Freistil-Staffel: Bronze - Jacqueline LaVine 4-mal-100-Meter-Freistil-Staffel: Bronze - Jody Alderson 4-mal-100-Meter-Freistil-Staffel: Bronze - Evelyn Kawamoto 400 m Freistil: Bronze 4-mal-100-Meter-Freistil-Staffel: Bronze |

### Segeln
- Edward Melaika
- William Horton senior
- William Horton junior
- Joyce Horton
- John Reid
Star: Silber

- John Price
Star: Silber

- Herman Whiton
6-m-R-Klasse: Gold

- Julian Roosevelt
6-m-R-Klasse: Gold

- Eric Ridder
6-m-R-Klasse: Gold

- John Morgan
6-m-R-Klasse: Gold

- Everard Endt
6-m-R-Klasse: Gold

- Emelyn Whiton
6-m-R-Klasse: Gold

- Sumner White
5,5-m-R-Klasse: Gold

- Edgar White
5,5-m-R-Klasse: Gold

- Michael Schoettle
5,5-m-R-Klasse: Gold

- Britton Chance
5,5-m-R-Klasse: Gold

### Turnen
| Männer - Bob Stout - Charles Simms - Ed Scrobe - Bill Roetzheim - Don Holder - Vincent D’Autorio - Walter Conrad Blattmann - Jack Beckner | Frauen - Ruth Topalian - Clara Schroth-Lomady - Doris Kirkman - Marie Hoesly - Ruth Grulkowski - Meta Elste - Dorothy Dalton - Marian Barone |

### Wasserball
- 4. Platz
Pete Stange
Jack Spargo
James Norris
Norman Lake
Bill Kooistra
Edward Jaworski
Bob Hughes
Bill Dornblaser
Marvin Burns
Harry Bisbey

### Wasserspringen
| Männer - John McCormack - John Calhoun - Bob Clotworthy Kunstspringen 3 m: Bronze - Miller Anderson Kunstspringen 3 m: Silber - Samuel Lee Turmspringen 10 m: Gold - David Browning Kunstspringen 3 m: Gold | Frauen - Caroline Frick - Juno Stover-Irwin Turmspringen 10 m: Bronze - Zoe Ann Olsen-Jensen Kunstspringen 3 m: Bronze - Paula Pope Turmspringen 10 m: Silber - Patricia McCormick Kunstspringen 3 m: Gold Turmspringen 10 m: Gold |